# Ville-sous-Anjou
Ville-sous-Anjou este o comună în departamentul Isère din sud-estul Franței. În 2009 avea o populație de 1.133 de locuitori.

## Evoluția populației
| An        | 1975 | 1982 | 1990 | 1999  | 2006  | 2009  |
| --------- | ---- | ---- | ---- | ----- | ----- | ----- |
| Populație | 587  | 765  | 920  | 1.009 | 1.081 | 1.133 |